# Congreso de Gniezno

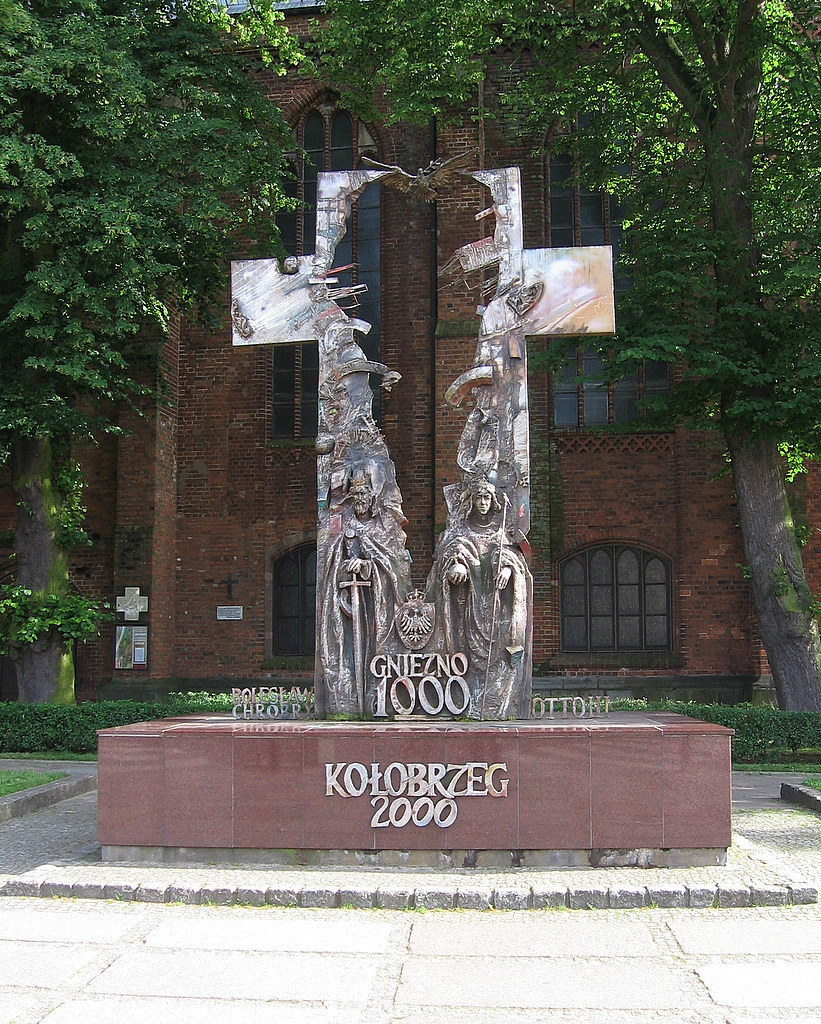
Conmemoración hecha en el año 2000 en Kołobrzeg.

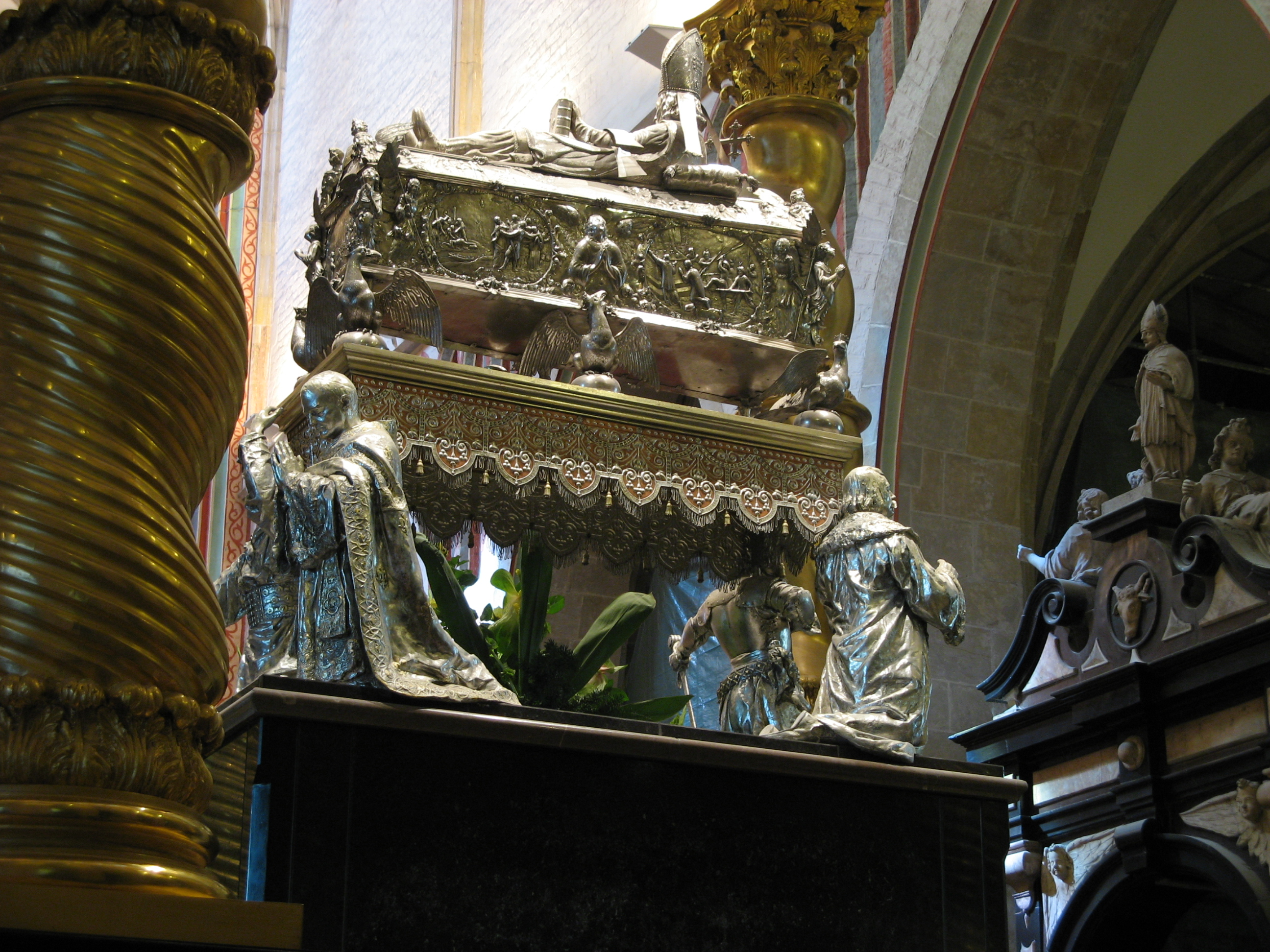
Reliquia de plata de la tumba de Adalberto de Praga en la Catedral de Gniezno.

El Congreso de Gniezno (en polaco: Zjazd Gnieźnieński) tuvo lugar el 11 de marzo de 1000, y es uno de los eventos más relevantes de la historia de Polonia. Aunque algunos expertos no coinciden sobre los detalles de las decisiones tomadas en aquella reunión, especialmente en lo referente a la promesa hecha al príncipe de Polonia para recibir la corona real. 
Tras su muerte, Adalberto de Praga fue santificado gracias a los esfuerzos de Boleslao I el Bravo y Otón III, convirtiéndose así en el primero de origen eslavo. Su cuerpo, recomprado por Boleslao I a los prusianos por su peso en oro se depositó en la tumba de Gniezno, por aquel entonces capital de los Polanos y después de Polonia.
Otón III se comprometió a peregrinar a la tumba del santo Adalberto en Polonia en un intento por extender la influencia del cristianismo en Europa del Este. En seguimiento a su política fue él quien invistió a Esteban el Grande de Hungría con la corona real. El piasta Miecislao I había recibido previamente el título y la posición de duque del imperio bajo el margrave Gero I el Grande y de los emperadores Otón I y Otón II. Durante su peregrinación, Otón III invistió a Boleslao I con el título Frater et Cooperator Imperii ("Hermano y compañero del Imperio") en 1000. Durante la misma visita Otón III ascendió a Gniezno a la categoría de arzobispado. Con esta nominación Polonia fue separada del Arzobispado de Magdeburgo, la provincia eclesiástica alemana, lo que le ayudó a mantener una semiindependencia del Sacro Imperio Romano Germánico en la Edad Media. Al final, Polonia se mantuvo aparte del Sacro Imperio Romano Germánico, mientras que, por ejemplo, Bohemia se adjuntó en 950 d. C.
Se crearon tres nuevas diócesis subordinadas a Gniezno: Cracovia, Breslavia y Kołobrzeg. El hermano de San Adalberto, Radzim Gaudenty, fue el primer arzobispo de Gniezno. Otón III dio a Boleslao una réplica de su Lanza Sagrada, y Boleslao entregó al emperador como reliquia a cambio un brazo de San Adalberto.
El evento es descrito por el cronista alemán Tietmaro y Gallus Anonymus, el primer autor de Historia polaca.

## Galería

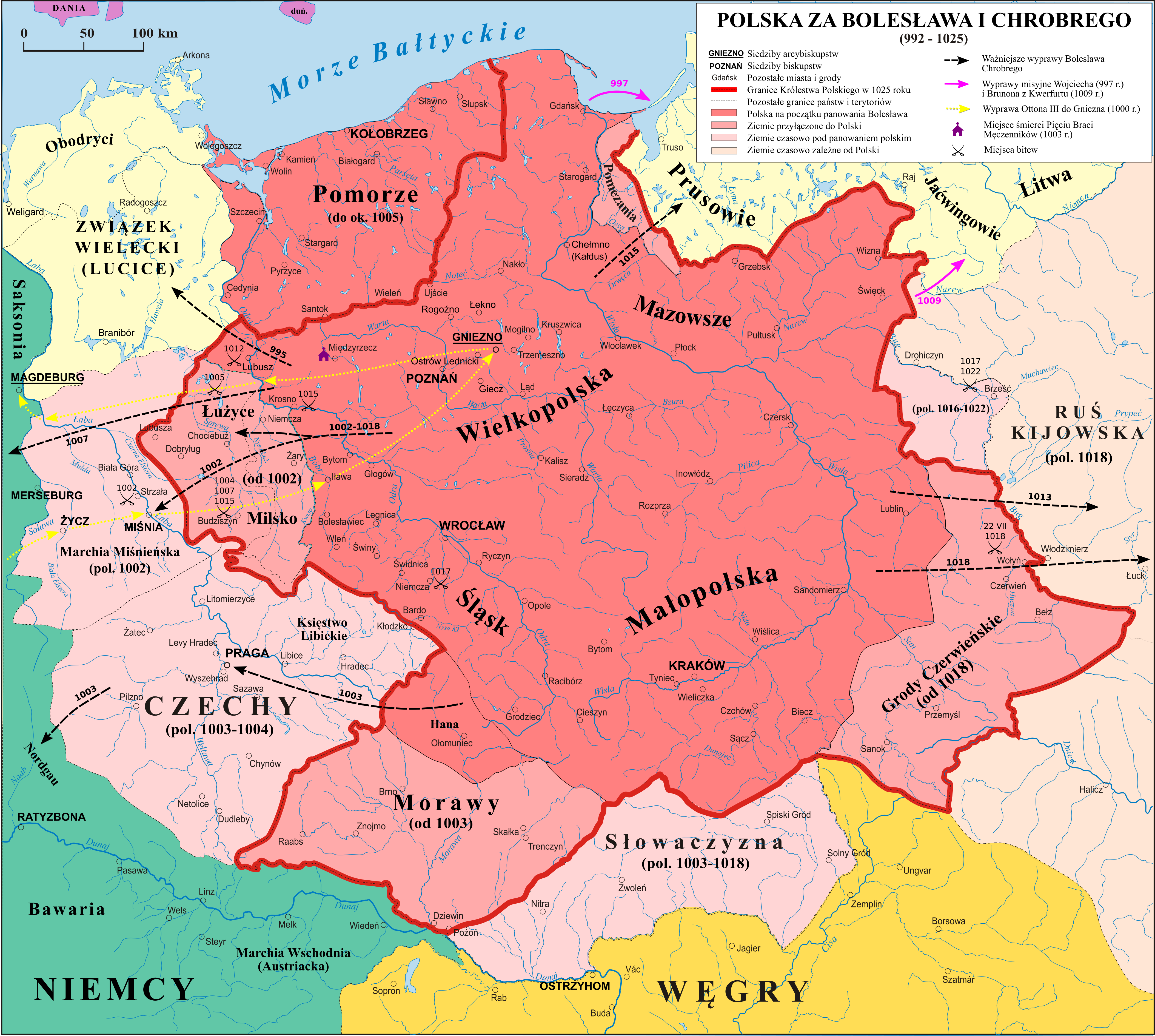
Polonia en el año 1000
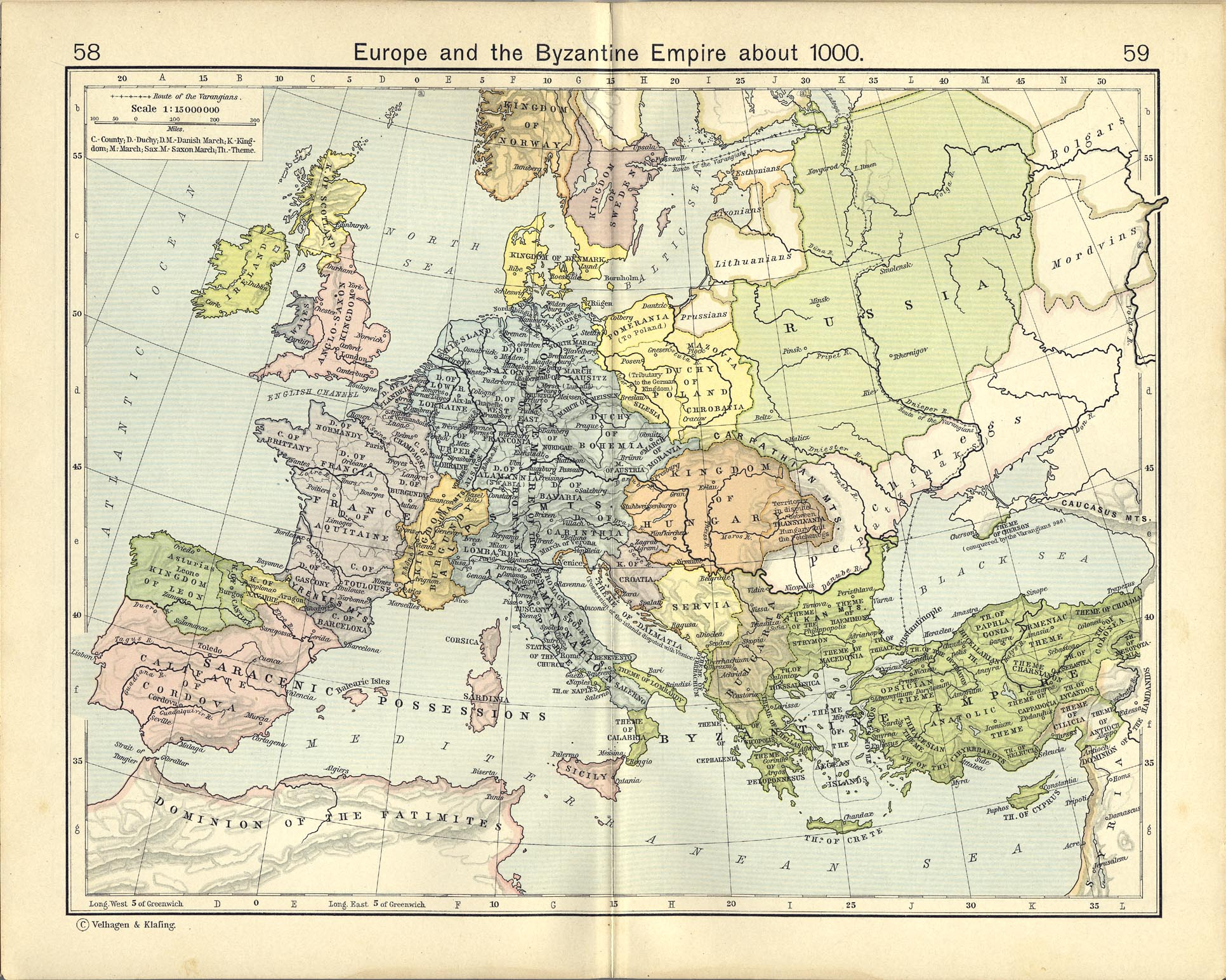
Mapa político de Europa en el año 1000
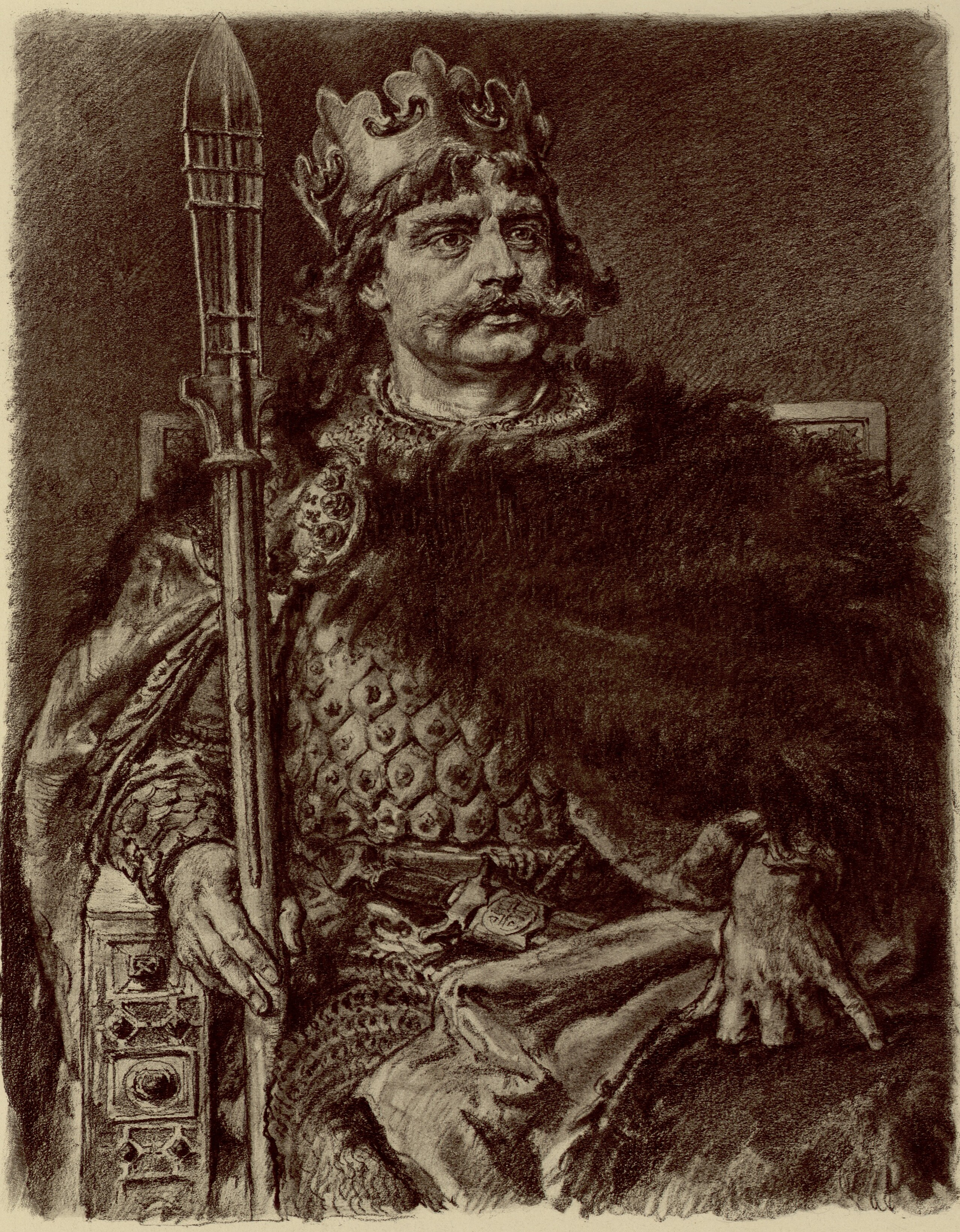
Boleslao el Bravo por Jan Matejko. Boleslao sostiene una réplica de la lanza sagrada que recibió de Otón III.
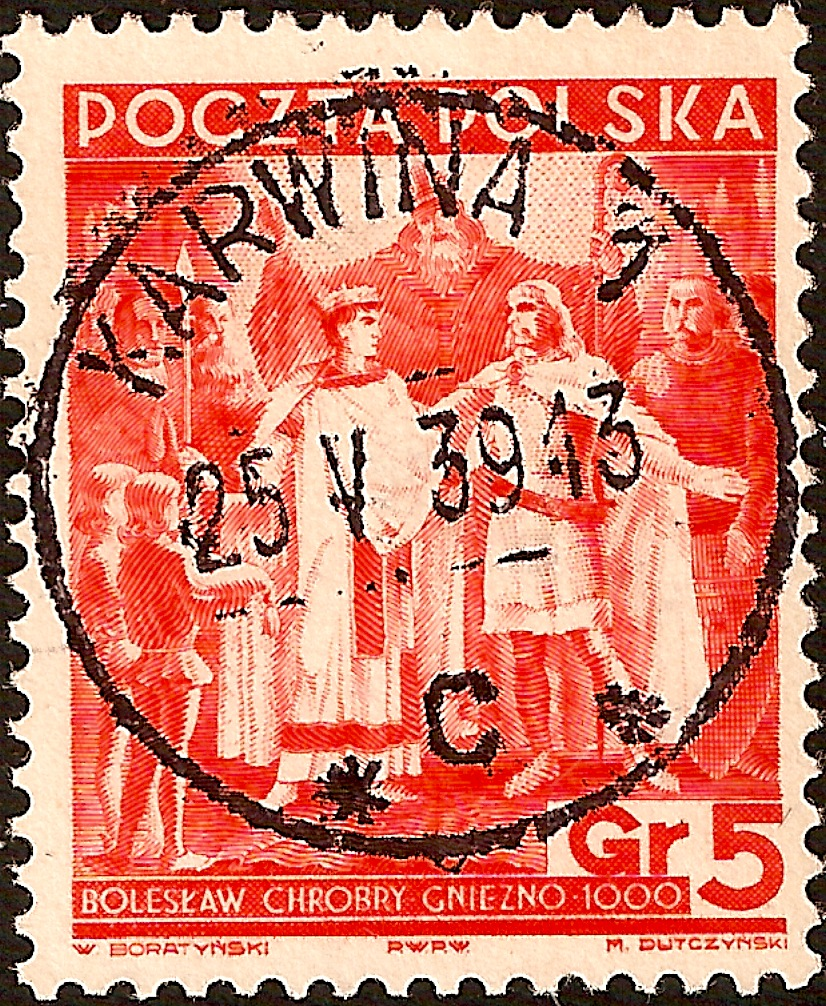
Congreso de Gniezno, sello postal polaco de 1938 (Otón III y Boleslao I el Bravo)
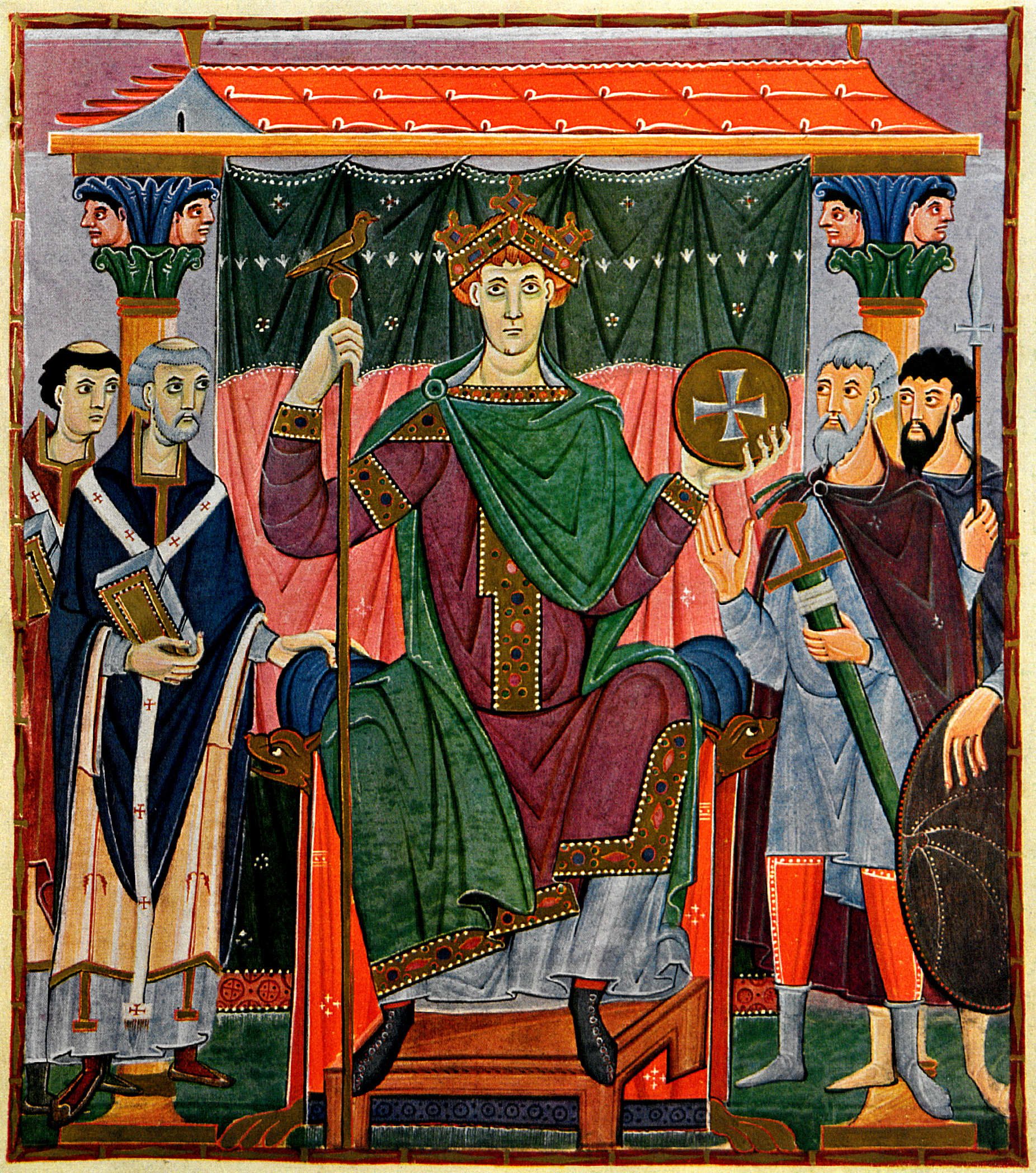
Otón III en un manuscrito medieval.
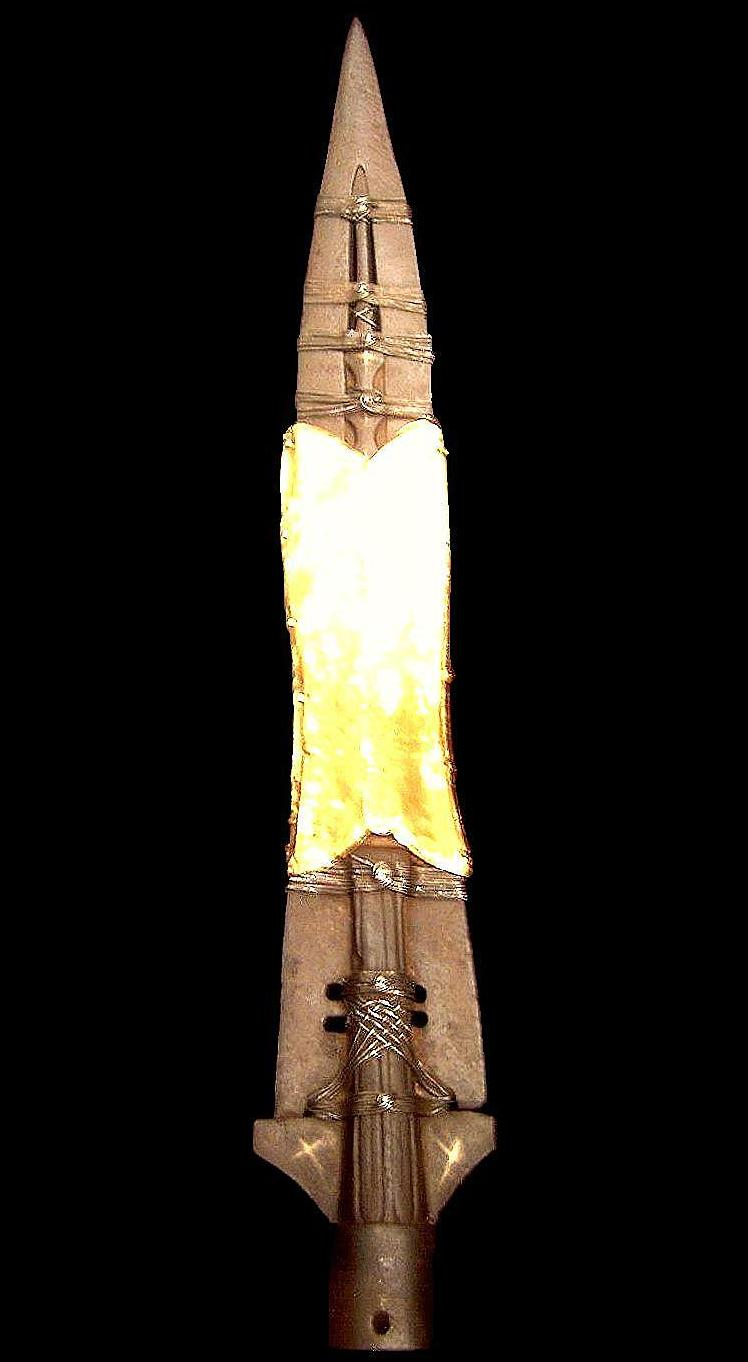
Detalle de la punta de la Lanza Sagrada.